# Coalizione Liberale-Nazionale
La Coalizione Liberale-Nazionale, comunemente conosciuta come "La Coalizione" (in inglese: The Coalition) è una coalizione politica australiana di centro-destra formata dal Partito Liberale e dal Partito Nazionale, attiva dal 1923. 
A guidare la formazione, assumendo quindi il titolo di Primo ministro o Leader dell'Opposizione, è solitamente il Leader dei Liberali, il partito più rilevante tra i due. Dal 2025 Sussan Ley ricopre questo incarico.
Dal 2022, dopo 9 anni di Governo iniziati con la vittoria di Tony Abbott nel 2013, la Coalizione è passata all'opposizione, contrastando il Governo guidato dal Primo Ministro Anthony Albanese del Partito Laburista. 
Alle elezioni parlamentari del 2025 il Partito Laburista di Albanese ha vinto 94 seggi sui 150 totali della Camera dei Rappresentanti, segnando la seconda  sconfitta di seguito per la Coalizione Liberale-Nazionale.
Pochi giorni dopo le elezioni del 2025, il Leader del Partito Nazionale, David Littleproud, ha annunciato che la formazione da lui guidata non avrebbe più rinnovato l'accordo di coalizione con il Partito Liberale.  La decisione ha segnato la fine del sodalizio politico tra i due partiti del centrodestra australiano, che persisteva da più di un secolo.  Tuttavia, dopo pochi giorni un nuovo accordo tra i due partiti è stato raggiunto, e la Coalizione è stata ufficialmente rifondata. 